# Quang phổ kế

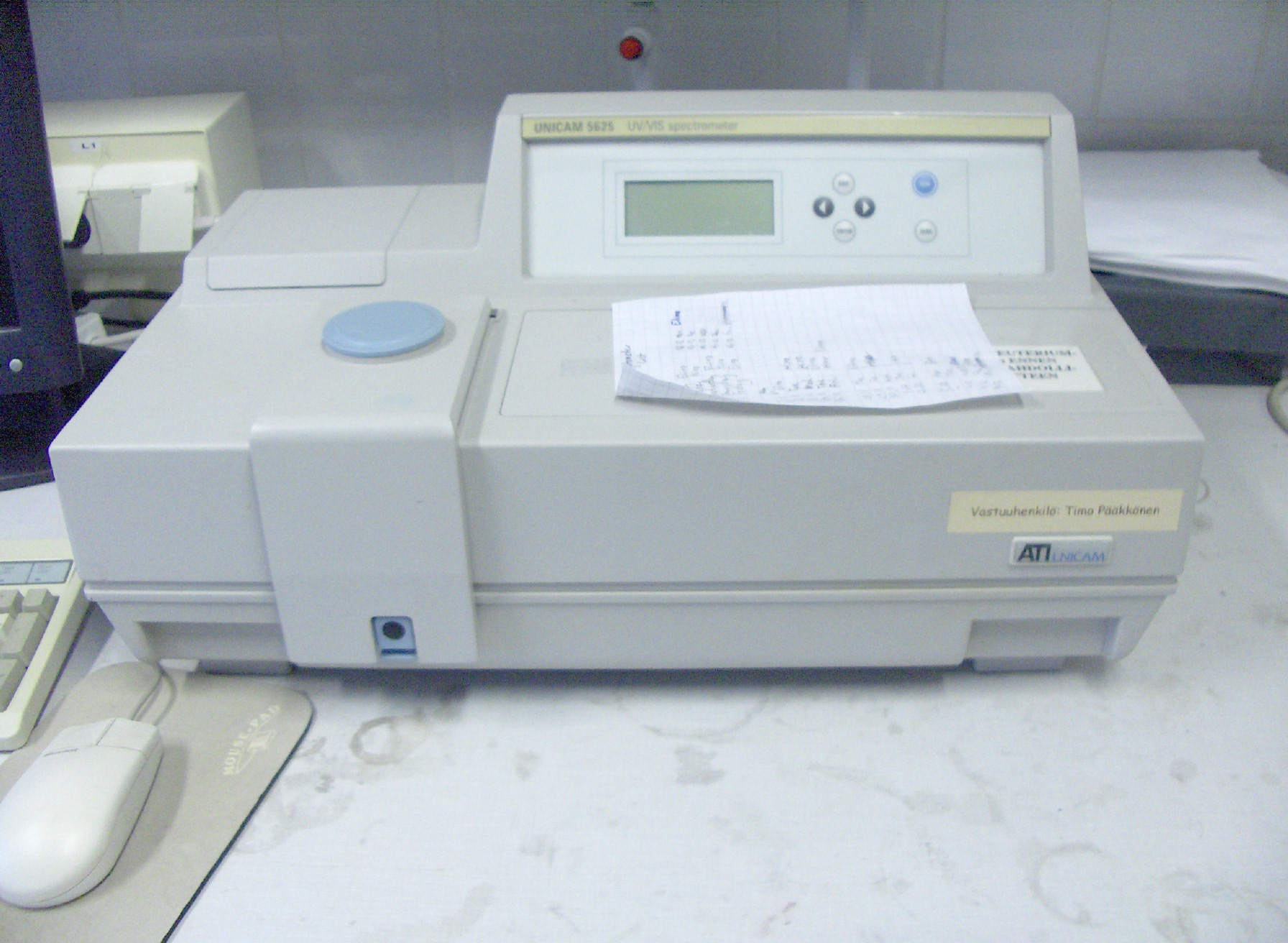
Spectrophotometer

Quang phổ kế (Spectrophotometer) là các thiết bị hoạt động dựa trên phân tích quang phổ của ánh sáng, nhằm thu được các thông tin về thành phần, tính chất hay trạng thái của những khối vật chất liên quan đến chùm ánh sáng đó. Phân tích quang phổ là phương pháp hàng đầu trong hóa phân tích.
Thông thường thì Quang phổ kế xác định phân bố cường độ ánh sáng theo bước sóng của ánh sáng do khối vật chất nào đó tự phát ra, hoặc phản xạ hay truyền qua nó. Những khối vật chất khác nhau có đặc tính phát quang hay hấp thụ ánh sáng với các bước sóng, hay mức năng lượng của photon, xác định. Chúng thường được nói đến là các vạch quang phổ. Đo cường độ ánh sáng ở các bước sóng (hay các vạch phổ) đặc trưng này cho phép xác định tỷ lệ (hay hàm lượng) của chất tương ứng trong mẫu vật cần nghiên cứu. 

## Nguyên tắc cơ bản
Phân tích quang phổ có hai dạng đo cơ bản dựa trên nguồn phát sáng:
- Quang phổ phát xạ: Phân tích quang phổ của ánh sáng do mẫu vật phát ra khi được nung nóng đến nhiệt độ cần thiết, hoặc vốn là các khối vật chất nóng sáng như Mặt Trời, các vì sao,... Trong trường hợp này có thể xác định được cả nhiệt độ của mẫu vật.
- Quang phổ hấp thụ: Dùng ánh sáng chiếu dọi vào khối vật chất, và quan sát phần ánh sáng phản xạ hay truyền qua mẫu vật.

Phần lớn các phân tích quang phổ thực hiện ở vùng ánh sáng nhìn thấy. Một số khác thực hiện ở vùng hồng ngoại, tử ngoại, tia X. Tuy nhiên không thấy nói đến sử dụng vùng tia gamma.
Trong quang phổ kế thì phần cơ bản nhất, là dẫn chùm ánh sáng chứa thông tin đưa tới khối khúc xạ để phân tách ánh sáng theo bước sóng, rồi tới đầu dò để xác định cường độ sáng tại mỗi bước sóng. 
Trong quang phổ phát xạ thì vạch phổ đặc trưng hiện ra là vạch sáng, ví dụ "quang phổ phát xạ plasma cảm ứng" (ICP, Inductively-Coupled Plasma). Chúng dễ đo và phân tách với nền tối của phổ. Tuy nhiên việc nung nóng thường làm phá hủy mẫu vật, nên phương cách đo này thường được dùng trong phân tích hàm lượng nguyên tố. Ngoài ra nó được dùng trong nghiên cứu vũ trụ xác định thành phần vật chất ở các ngôi sao phát sáng, hoặc trong kiểm tra chất lượng ánh sáng của các kiểu đèn chiếu sáng.
Trong quang phổ hấp thụ thì vạch phổ đặc trưng hiện ra là vạch tối, nên dễ bị nhiễu loạn. Tuy nhiên phép đo không gây phá hủy mẫu, nên thường được dùng trong phân tích hàm lượng hợp chất, đặc biệt là xác định hàm lượng chất hữu cơ.  Lựa chọn vùng phổ cần chú ý đến mẫu vật có xảy ra hiện tượng huỳnh quang với ánh sáng đó hay không.
Trong thực tế đầu dò chỉ có thể phát hiện ánh sáng trong dải bước sóng δλ và cường độ tối thiểu xác định. Chúng hiện ra trong chỉ tiêu kỹ thuật của máy đo cụ thể nào đó, là "độ phân giải phổ" và "độ nhạy".

Quang phổ kế tia đơn

Vì rằng trong hóa phân tích quang phổ thì xác định định lượng cường độ sáng là việc bất khả thi và không cần thiết, nên trong phân tích người ta thực hiện theo quy trình đo so sánh với mẫu chuẩn, tức là so kết quả với các mẫu có hàm lượng vật chất biết trước để tính ra cho mẫu vật cần phân tích. Quy trình đo có các bước:
1. Đo với các mẫu trắng
2. Đo với các mẫu chuẩn
3. Đo các mẫu thử

Thời gian được phép đo mẫu vật giữa hai lần chuẩn tùy thuộc thiết bị đo, và thường được nhà cung cấp thiết bị nêu trong hướng dẫn sử dụng.

## Đo bằng quang phổ kế
- Trước tiên, đo cường độ của ánh sáng (I 0) đi qua một mẫu chuẩn. Mẫu chuẩn là mẫu không chứa các chất hấp thụ ánh sáng. Việc chuẩn mẫu này là cần thiết bởi vì các ngăn đựng đã tán xạ một ít ánh sáng.
- Thứ hai, đo cường độ của ánh sáng (I) đi qua các mẫu đo.
- Thứ ba, các dữ liệu thử nghiệm được sử dụng để tính toán 2 đại lượng: truyền qua (T) và hấp thụ (A).

T = I/Io
A = -log T
Trong phạm vi mà một mẫu hấp thụ ánh sáng phụ thuộc mạnh mẽ vào bước sóng ánh sáng. Vì lý do này, spectrophotometry sử dụng ánh sáng đơn sắc. Ánh sáng đơn sắc là ánh sáng trong đó tất cả các photon có cùng bước sóng. 
Để phân tích các mẫu mới, người phân tích đầu tiên  sẽ xác định phổ hấp thụ. Phổ hấp thụ hiển thị sự hấp thụ ánh sáng tùy thuộc vào bước ánh sáng. Phổ chính là phụ thuộc của độ hấp thụ với bước sóng ánh sáng và là đặc tính của bước sóng max) mà ở đó sự hấp thụ là lớn nhất. 
Giá trị của max là rất quan trọng vì một vài lý do. Bước sóng này là đặc tính của mỗi hợp chất và cung cấp các thông tin về cấu trúc điện tử của mẫu phân tích. Để có  sự nhạy  cao nhất và để giảm thiểu  sai lệch từ Định luật Beer, ta phân tích bằng cách sử dụng ánh sáng với bước sóng cận  max. Theo định luật Beer, độ hấp thụ là 1 đường tuyến tính phụ thuộc vào bề dày mẫu và nồng độ mẫu phân tích.
A = e lc
bề dày mẫu l (cm), nồng độ mẫu c (mol/l), e khả năng hấp thụ mol ( l.cm/mol)
Đại lượng e là khả năng hấp thụ mol; trong tài liệu cũ, đôi khi nó được gọi là hệ số tắt.  Khả năng hấp thụ mol là khác nhau với từng bước sóng ánh sáng được sử dụng trong đo lường. Các phổ hấp thụ đôi khi hiển thị theo e vs lamda hơn là A và lamda. 
Truyền qua lại là một đại lượng dễ dàng hơn để hiểu hơn hấp thu.  Nếu T = 30%, thì 30% photon đi qua các mẫu đạt đến đầu dò và 70% khác được hấp thu bởi các mẫu. Hấp thụ thì kém trực quan hơn, nếu A = 0, không có photon được hấp thụ, và nếu A = 1,00, thì 90% photon được hấp thu; chỉ có 10% đến đầu dò. Nếu A = 2,00, thì 99% photon được hấp thu; chỉ 1% đến đầu dò. Đó là hấp thụ, tuy nhiên, nó hiển thị một cách dễ dàng phụ thuộc vàol và c (Định luật Beer), và như vậy, hầu hết các nhà phân tích chọn dữ liệu  báo cáo là hấp thụ hơn là truyền qua.

## Ứng dụng
Một trong những ứng dụng phổ biến nhất của spectrophotometry là để xác định nồng độ mẫu lỏng. Thử nghiệm khai thác  Định luật Beer, đó là đường dự báo mối quan hệ giữa độ hấp thụ của mẫu lỏng và nồng độ phân tích (giả sử tất cả các tham số  thực nghiệm không thay đổi). 
Trong thực tế, một loạt các mẫu chuẩn được chuẩn bị. Một mẫu chuẩn là một mẫu mà nồng độ phân tích được biết một cách chính xác. Phổ hấp thụ của các mẫu chuẩn đã đo lường và được dùng làm đường cong hiệu chỉnh, mà trong trường hợp này là một đồ thị của độ hấp thụ và nồng độ. Các điểm trên đường cong hiệu chỉnh nên cân chỉnh thẳng hàng. 
Các mẫu lỏng chưa biết được phân tích sau đó. Phổ hấp thụ của chất chưa biết được giao với đường cong hiệu chỉnh để xác định nồng độ. Các dữ liệu thu được từ các tiêu chuẩn được sử dụng để vẽ đường thẳng. Độ dốc và các giao điểm của những đường này cung cấp một mối quan hệ giữa hấp thụ và nồng độ: 
A = slope c + intercept